# Xã Irvington, Quận Kossuth, Iowa
Xã Irvington (tiếng Anh: Irvington Township) là một xã thuộc quận Kossuth, tiểu bang Iowa, Hoa Kỳ. Năm 2010, dân số của xã này là 241 người.